# リュウ・カン
リュウ・カン（Liu Kang）(劉鋼、劉康）はミッドウェイゲームズとNetherRealm Studiosの対戦型格闘ゲーム『モータルコンバット』シリーズに登場する架空の人物。
中国拳法の最高秘密結社「白蓮党（White Lotus Society）」のメンバーであり、「武術学院（Wu Shi Academy）」にて修練を積んだ拳法家。怪鳥音を発し、一部作品ではヌンチャクを武器に使用するなど、ブルース・リーからの影響がうかがえる。人間界（Earthrealm）最高の戦士であり王者として描かれ、シリーズのメインヒーローである。1992年の「Mortal Kombat」で少林寺のモンクとして初登場し、特殊技も最も簡単に繰り出せる仕様となっていた。登場以来、「Mortal Kombat: Deadly Alliance」を除くすべての本編作品に登場している。2005年に発売されたアクションアドベンチャーゲームのスピンオフ作品「Mortal Kombat: Shaolin Monks」では主人公の1人を務めた。
リュウ・カンのストーリーは、「MK」と「Mortal Kombat II」でモータルコンバットの大会で優勝し、外界の敵対勢力に征服された人間界を救うというものである。 オリジナルとリブート版の両方の時間軸において、殺された後は悪役的に描かれており、前者ではゾンビとして、後者ではネザーレルム（Netherrealm）を支配するレヴナント（Revenant）として登場する。「Mortal Kombat 11」ではヒーロー的なポジションに戻り、ライデンと融合し火の神として覚醒する。
ゲーム以外にも様々なメディアミックス作品に登場しており、1995年の映画「モータル・コンバット」と1997年の続編「モータルコンバット2」では主人公を務めた。彼の発する怪鳥音はブルース・リーにインスパイアされたもので、これに対して批判の声もあったが、彼の特殊技やゲーム面における特徴は概ね好評を博していた。また、リブート版ゲームにおける彼のキャラクター性は高い評価を得ている。

## キャスト
演
- ホスン・パク（『Mortal Kombat（1992年）』、『Mortal Kombat II』）
- エディー・ウォン（『Mortal Kombat 3』 - 『Mortal Kombat Trilogy』）
- ロビン・ショウ（映画『モータル・コンバット』、『モータルコンバット2』）
- ブライアン・ティー（Webドラマ『Mortal Kombat: Legacy』 ）
- ルディ・リン（映画『モータルコンバット（2021年）』）

担当声優
- エド・ブーン（『Mortal Kombat II』）
- ジョン・トビアス（『Mortal Kombat 4』）
- ジン・キム（『Mortal Kombat: Shaolin Monks』）
- トム・チョイ（2008年 - 2015年）
- マシュー・ヤン・キング（『Mortal Kombat 11』）
- ジョーダン・ロドリゲス（2020年以降）
- ランディ・ハミルトン（アニメーション『Mortal Kombat: The Journey Begins』）
- ブライアン・トチ（TVアニメ『Mortal Kombat: Defenders of the Realm』）
- 江口拓也（映画『モータルコンバット（2021年）』日本語吹替）

モーションキャプチャー
- カルロス・ペシーナ（『Mortal Kombat: Deception』 - 『Mortal Kombat: Armageddon』）
- Lawrence Kern（『Mortal Kombat vs. DC Universe』、『Mortal Kombat（2011年）』）
- ニック・トゥーサン（『Mortal Kombat 11』）

## デザイン
当初「Minamoto no Yoshitsune（源義経）」という日本人のキャラクターとして登場を予定していた。が、共同制作者兼キャラクターデザイナーのジョン・トビアスは、スタッフには「この名前は扱いにくいだろう」と述べた。 また、シリーズで一番好きなキャラクターはリュウ・カンだと語っており、 「当初は坊主にローブを纏った仏教の僧侶になる予定だったが、最終的にブルース・リーに似たキャラになった（"was originally going to be a traditional monk – bald and in robes – but he wound up resembling Bruce Lee."）」と述べた。トビアスによると、リュウ・カンは初代『MK』でフェイタリティの発動時にかけ声を上げる唯一のキャラクターで、続編『Mortal Kombat II』における「最高の技」とみなしている。このキャラクターのストーリーは1973年の映画「燃えよドラゴン」に多大な影響を受けており、「リュウ・カン」という名前は、映画『少林寺三十六房』で有名な俳優のゴードン・リューからヒントを得ている。
初代『MK』におけるフェイタリティは、相手を明示的に殺害する描写が無く（The Pitステージで実行しない限り）、背景が暗くならない唯一のものであった。これは、少林寺の僧侶であることが理由で、少林寺は殺生や殺人を是としていない。 しかし、『MKII』からは髪を伸ばすことを決意し、「少林への強い信仰を持ちながらも、もはや少林寺の一員ではない（"strong Shaolin beliefs, but was no longer a part of the Shaolin monks."）」僧侶という背景を持ち、敵を殺害するフェイタリティが追加されている。『MKII』で死亡し、『Mortal Kombat 3』には登場しないのではないかという噂に対して、ブーンは「『スター・ウォーズ』のパート3にルーク・スカイウォーカーを登場させないことと同義だ、そんなことはしないよ（""It'd be like doing part three of Star Wars and not having Luke Skywalker in there. You don't do that."）」と答えた。 やがて『MK:DA』でリュウ・カンは死亡し、シリーズの音楽を手掛けたダン・フォーデンは彼の死を悼むあまり「葬歌」を作った。「Liu Kang's Tomb」と題した曲は「Mortal Kombat: Deception」で使用され、彼の墓のあるアリーナのステージで流れる。
『MK』、『MKII』ではホスン・パクが演じ、トビアスは当初リュウ・カンを伝統的な坊主頭の僧侶にするつもりだったが、パクが頭髪を剃ることを拒否したため実現しなかった。『MK』ではブルース・リーをモデルにしており、短髪で上半身裸で、黒いズボンに白い靴を履いていた。『MKII』では、赤いストライプの入ったズボンを着用し、赤いヘッドバンド、黒い靴、スタッズ付きのリストガードと、衣装がリニューアルされた。『MK3』では、長髪となり、服装も足首の上に細く黒い脚絆を巻き、「よりスマート（"sleeker"）」な印象を与えるようになった。 「Mortal Kombat 4」では『MK3』のコスチュームに加え、赤いタンクトップを着用しているが、別衣装では着ておらず、青のヘッドバンドとズボンを纏っている。「MK3」の衣装は『MK:D』と『MK:A』に引き継がれたが、不完全な状態で復活したため、肌は灰色で、手首にフック付きの鎖を付けている。この姿はファンや、プロデューサーのショーン・ヒメリックの間では「ゾンビ・リュウ・カン」としても認知されている。しかし、両作品ともアンデッドとしての姿と対になる生身の人間の姿のコスチュームが用意されている。「Mortal Kombat vs. DC Universe」では、『MK3』のコスチュームを若干アレンジし、「モータルコンバット」のドラゴンのエンブレムをあしらったチャンピオンベルトを装着している。 「Mortal Kombat: Shaolin Monks」におけるデザインは『MKII』のものと似ているが、ヒメリックは、クン・ラオと並んでこのゲームで最もリニューアルされた要素だと語っている。
声優のトム・チョイは「Mortal Kombat VS DC Universe」から「Mortal Kombat X」までこのキャラクターを演じており、リュウ・カンの演技は映画『マイノリティ・リポート』並みに重要だと自負していた。同時に、チョイは本シリーズを代表的な作品としており、続編のアイディアが生まれるような好評を得たことを喜んでいる。
トビアスは、もし自分が1999年以降も『モータルコンバット』の制作に携わっていたら、リュウ・カンと彼の息子を軸にしてストーリーを展開していくつもりだったと語っている。「Mortal Kombat 11」では主人公として復帰し、ブーンはこのゲームのメインテーマは「贖罪（redemption）」であると述べている。このテーマは、リュウ・カンとクン・ラオの過去の自分が、堕落した未来の自分と対峙し、自らの罪と向き合うというストーリーを通じて探求されている。『MK11』でリュウ・カンの声を担当したマシュー・ヤン・キングはこの役を楽しんでいた。

### ゲーム上の特徴
「MK:A」におけるバイオカードに記載されている通り、エド・ブーンはリュウ・カンを最も扱いが簡単なキャラクターとしてデザインしたと述べている。蹴り技を得意としており、胴体目がけて飛び蹴りを入れる技が代表的である。また、宙に浮きながら胴体を何度も蹴る技「Bicycle Kick」は、自転車をこいでいるような絵面であることから名づけられた。 得意技の1つに「Dragon Fire」があり、両手から中国の龍の形をした炎のような飛び道具を放つ。『MK:D』と『MK:A』ではしゃがみ中や空中でこの技を繰り出すことができる。『MK:D』のアップデート版であるPSP用ソフト『Mortal Kombat: Unchained』では、『MK:D』におけるリュウ・カンのアンロックの難度が高かったため、初期キャラクターへと変更された。
「MK」のフェイタリティ「Shaolin Uppercut」はホスン・パクが考案し、相手にバタフライ・キック（よく側転と間違われる）を繰り出し、アッパーカットで相手を画面外に叩き上げてから落下させるという内容。『Shaolin Uppercut』を発動した際にステージ背景が暗くならない理由は、元々は不具合だったのだが、リュウ・カンの崇高な精神を表すためだったと、ジョン・トビアスは記憶しているという。 

もう1つの代表的なフェイタリティとして、巨大なドラゴンに変身して相手の上半身を喰らうものが存在し、『MK3』ではアニマリティ（Animality）に変更され、『MK4』ではフェイタリティに戻されている。ゲームボーイ版とゲームギア版の『MKII』では、龍に変身して相手を炎で焼き尽くすという内容に変更されている。シリーズの作曲家兼共同デザイナーであるジョン・ヴォーゲルは、リュウ・カンの外見が大きく変化する点を理由に挙げ、このフェイタリティを最も気に入っていると述べている。 さらにもう1つの有名なフェイタリティは、アーケード版モータルコンバットの筐体を相手の頭上に落下させ、押しつぶすものである。GameSpyのMK9の攻略ページによると、リュウ・カンはクン・ラオよりも「狂人のように飛び回り、目に入るもの全てを蹴散らして、より効果的にダメージを与える（"inflicts better damage" than Kung Lao "by jumping around like a lunatic and kicking the crap out of everything he sees."）」と説明している"。 

## 登場作品

### ゲーム版

#### ミッドウェイゲームズによるシリーズ
Mortal Kombat
中国の少林寺の僧侶として登場し、人間界を破滅の危機から守るために第10回目のモータルコンバットのトーナメントに出場する。チャンピオンのゴローと大会主催者であるソーサラーのシャン・ツンを倒し、新たなチャンピオンの座を手にした。
Mortal Kombat II
シャン・ツンの主である外界の邪悪な皇帝シャオ・カーンの命令を受けたバラカが率いる遊牧民族のミュータント集団の攻撃によって、少林の同胞の多くが犠牲となったことを知る。義憤に駆られたリュウ・カンは、少林寺の同門である友人クン・ラオの支援を受け、復讐のために外界に旅立つ。大会に参加し、シャオ・カーンに勝利した。
Mortal Kombat 3
リュウ・カンたちは人間界に侵攻したシャオ・カーンの殲滅部隊と戦うことになる。再び皇帝を倒し、彼とその軍勢を外界に撤退させた。
Mortal Kombat 4
シノックの虜囚となったキタナを救出するべく人間界の戦士を集め始めた。闘いは幕を閉じ、キタナからエデニアの共同統治を提案されるが、リュウ・カンは人間界のチャンピオンとしての使命感から人間界に留まることを選択し、彼女に別れを告げた。
Mortal Kombat: Deadly Alliance
シリーズで初めて使用不可能となり、ゲームの導入で、同盟を結んだシャン・ツンとソーサラーのクァン・チーとの戦いで命を落としている。
Mortal Kombat: Deception
何者かがリュウ・カンを蘇らせ、凶行に走らせたが、彼の魂は自我を取り戻そうとしていた。本作ではプレイアブルキャラクターとして復活し、コンクエストモードをクリアすると使用可能になる。彼の魂は、竜王「オナガ」からキタナと人間界の仲間たちを救うために、洗脳を解かれた戦士アーマックを戦いへと参加させた。
Mortal Kombat: Armageddon
まだ完全には身体を制御できない状態で登場し、『MK:D』でリュウ・カンを復活させた人物はライデンであることが明かされている。リュウ・カンはキタナとの絆によって力を抑えることに成功し、ナイトウルフはリュウ・カンの「精神的な支柱」となって、彼の肉体と精神を再会させる方法を模索し、自身のエンディングでそれを達成している。
Mortal Kombat: Shaolin Monks
クン・ラオとともに主人公を務めた。同作は「MKII」までの作品を原作としたゲームで、シャン・ツンとシャオ・カーンを探し出して倒すことと、キタナの救出を目的に外界を旅するという内容になっている。
Mortal Kombat vs. DC Universe
「モータルコンバット」サイドのストーリーモード第1章の主人公として登場する。トビアスは、ゲームで見たかったのはリュウ・カンとバットマンの戦いだと語り、それぞれの陣営のリーダーが正気を取り戻す助力をする彼らのバックストーリーは非常によく似ていると指摘した。

#### NetherRealm Studiosの作品
Mortal Kombat（2011年）
第1作から第3作までのストーリーを改変した本作では、ライデンの選んだ戦士の1人として登場し、第1回目から第3回目の大会における役割を再現している。第1回目の大会でシャン・ツンに勝利したが、ライデンはシャオ・カーンの幻影が見えるようになり、クン・ラオがリュウ・カンの役割を担うことになる。しかし、クン・ラオはカーンに殺され、リュウ・カンは復讐心から彼を倒そうとした。 第2回大会の後、カーンが人間界侵略に向けた準備を進めていた折、リュウ・カンの味方はクァン・チーの手で蘇ったシンデルによって全員殺された。ライデンが未来を変えようと行動して失敗したこともあり、リュウ・カンは次第に彼に幻滅していった。 最終的に、ライデンはカーンを止めようとした折に、誤ってリュウ・カンを殺してしまう。
Mortal Kombat X
不倶戴天の敵であるはずのクァン・チーとシノックに忠誠を誓う傀儡レヴナント（Revenant）として蘇生させられた。ジャックスとライデンと戦い、後者と戦った際には自身の死が彼の責任であると非難した。クァン・チーの死とシノックの敗北後は、キタナとともにネザーレルムの新たな支配者として君臨した。ライデンは晒し首となったシノックを見せしめにし、人間界を攻撃する者に対して容赦はしないと、彼らに警告した。
Mortal Kombat 11
人間界への侵攻を計画。ライデンと特殊部隊がネザーレルムの彼の城を破壊した後、リュウ・カンとその仲間は時の番人クロニカと協力してライデンの存在しない新しい時間軸を作り出した。 しかし、その準備中にクロニカは時間の嵐を起こし、過去のリュウ・カンを現代に呼び寄せてしまう。自分に何が起こったかを知り、レヴナントと化した自身と対面したにもかかわらず、リュウ・カンはライデンを信頼し続け、クロニカに対抗するために人間界の戦士と手を組んだ。 ライデンがシノックのアミュレットを使って自分を強化したため、彼と激突した。ライデンは、クロニカが彼らの力が結集することを恐れ、複数の異なる時間軸で戦うように操作していたことを知る。クロニカは過去のリュウ・カンを誘拐し、レヴナントは彼の魂を吸収したが、ライデンと融合した彼は火の神として覚醒した。雷電の神通力と、レヴナントと化したリュウ・カンがクロニカの計画を知っていたことで、彼はクロニカの砦の襲撃に成功し、彼女と戦闘になる。バッドエンドでは、クロニカがリュウ・カンを殺し、彼女の新時代が到来する。グッドエンドでは、リュウ・カンがクロニカを倒し、ライデンかキタナのどちらかと共同で新たな時間軸を形成することになる。 DLC「Aftermath」のストーリーでは、リュウ・カンとライデンが歴史を再び紡ぎだそうと試みるが、シャン・ツン、ナイトウルフ、フウジンに妨害され、そのためにはクロニカの冠が必要と告げられる。リュウ・カンが自分の冠を破壊したため、シャン・ツンは火の神のもとに自分とフウジン、ナイトウルフを過去に送り込み、過去の冠を取り戻した。シャン・ツンの目論見は着々と進み、クロニカを倒した後、歴史をやり直そうとした。しかし、リュウ・カンが自分の勝利のために歴史を意のままに操作していたことを知る。リュウ・カンは初めからシャン・ツンが皆を裏切ることを知っており、冠を確保するための旅の間、彼を監視するようフウジンに内密に依頼していたのだった。バッドエンドでは、シャン・ツンがリュウ・カンを殺し、その魂と力を自分のものにする。グッドエンドでは、リュウ・カンはシャン・ツンを歴史から消し去り、新時代を作り上げる過程でクン・ラオの祖先を訪ね、将来の戦いに備えるために特訓を施した。

### その他のメディア

#### 印刷媒体
リュウ・カンはMalibu Comicsで連載された漫画版モータルコンバットではヒーローだった。 連続シリーズの第一作目である「Blood and Thunder」では、原作におけるバックストーリーはほぼそのままで、少林寺の僧侶として活動しており、トーナメントに参加している。同作ではゴローを倒すのに選ばれた戦士は彼ではなくSingとSangという同じく僧侶の双子の兄弟だった。この2人は漫画版のために作られたオリジナルキャラクターである。第3話で彼らがゴローに殺された後、リュウ・カンはシャン・ツンを倒すための少林の唯一の希望となる。続く「Battle Wave」では、第1回目の大会でリュウ・カンがゴローを倒して優勝したと書かれているが、これは前作では描かれていない。 シリーズ1作目以前に光の教団を脱退し、シカゴで建築家として働いており、普通の生活に戻っている。しかし、正体不明の忍者たちの襲撃を受け続け、後にオフィスビルでゴローの奇襲を受けた際にジョニー・ケイジのボディーガードのBoに助けられる。やがて、モータルコンバットを避けては通れないと悟り、外界への旅を決意した。
ミッドウェイ・ゲームズがリリースした漫画版では、リュウ・カンは初代「MK」のプロローグと同じ役割を再演し、初めに犯罪者カノウへの対処に焦点を当てた。 「Mortal Kombat II Collector's Edition」では、最初の大会で優勝し、忍者サブ・ゼロに出会う場面から始まる。他の領域の勢力と激突した際、ライデンはリュウ・カンに次の大会に出場するよう指示する。また、「Mortal Kombat 4」のプロローグも描かれており、リュウ・カンと新しい同門のカイが、シノックの軍勢に立ち向かう準備をする場面も描かれている。

#### 映画とテレビ版
モータルコンバット（1995年）
2作の映画の主人公を務め、ロビン・ショウが演じた。監督のポール・W・S・アンダーソンは、リュウ・カンのキャラクターを「本当に魅力的なものにしたい」と考え、武術の腕前に着目してショウを抜擢した。アンダーソンは、ショウをジャッキー・チェンと比較し、両者ともスタントに頼らない映画作りをしており、レプタイルとの戦闘シーンをお気に入りの場面の1つとした。1995年の映画『モータル・コンバット』では、弟をシャン・ツン（演 : ケイリー＝ヒロユキ・タガワ ）に殺されたことで大会に参加し、最終決戦でシャン・ツンに勝利する。この映画の作風により、リュウ・カンとキタナの関係は、恋愛関係というより形而上学的なものとなっている。ショウはレプタイルとの戦闘シーンに関して、レプタイルがリュウ・カンを柱に蹴り飛ばすシーンで、肋骨を怪我したことが一番印象に残っていると語っている。 このテイクは映画で使用されたシーンで、ショウは「戦闘シーンが始まったら、観客は彼の痛みに気づくだろう」と述べた。ショウの表情の演技は、制作チームが「リュウ・カン役を見つける」ための条件に合致していたと、ショウは振り返っている。
モータルコンバット2（1997年）
ショウとタリサ・ソト（キタナ役）の2人だけが続投した。同作では、リュウ・カンはシャオ・カーンの陰謀を阻止するために人間界の戦士たちと合流する。 1995年のアニメーション映画「Mortal Kombat: The Journey Begins」では、主要キャラクターの一人として登場する。
Mortal Kombat: Legacy II
ブライアン・ティーが演じた。 「Legacy」でのリュウ・カンはアンチヒーローとして描かれており、人間界側ではなく外界側の戦士として戦っている。同作では、彼は修道院を出て、婚約者と一緒に食堂で働く普通の生活を送っている。 2人組の泥棒に彼女を殺害され、彼は怒りと復讐心で一杯になり、クン・ラオと彼に教わった理想からさらに距離を置くようになる。 数年間フリーランスの暗殺者として働いていたが、シャン・ツンから人類は守るに値しないと説得され、来るモータルコンバットのトーナメントに外界の勢力として参加するよう依頼され、承諾する。トーナメントでは、ジョニー・ケージとカーティス・ストライカーを鎧袖一触にし、クン・ラオと対決するが、彼は旧友の忠誠心の変化に驚いていた。
モータルコンバット（2021年）
2019年、リュウ・カンをルディ・リンが演じると発表された。 元々はストリートチルドレンの孤児だったが、現在は戦士の僧侶として生活し、ライデンの弟子であるリュウ・カンは、人間界の戦士たちが自分の能力を見つけられるよう指南していた。友人で兄弟子（shī xiōng）のクン・ラオがシャン・ツンに殺された後、カバルにフェイタリティをかけたことで彼の仇を取った。リンはこの役についてロビン・ショウと話したと伝えられており、クン・ラオ役のマックス・ハンも続投させる上で『Mortal Kombat: Shaolin Monks』の実写プロジェクトに出演することに興味を示している。
Mortal Kombat: Defenders of the Realm
主人公の1人として登場し、声はブライアン・トチが担当。ゲームのストーリーとは異なり、他の人間界の戦士も主人公として活躍する。
Mortal Kombat Legends: Scorpion's Revenge
主人公の1人として登場し、声優はジョーダン・ロドリゲスが務めた。リュウ・カン、ソニア、ケイジは初代「MK」と同じ役柄で登場し、スコーピオンの支援を受けている。続編の「Mortal Kombat Legends: Battle of the Realms」では、ロドリゲスが続投しており、今作のリュウ・カンは主人公となっている。

## その他
1996年、Toy Islandから白いシャツを着たリュウ・カンのアクションフィギュアが発売された。Jazwaresからは「MK:SM」のリュウ・カンのアクションフィギュアが2体発売された。2つとも柔軟性があり、剣や斧などの武器が付属している。
ワーレイの曲「My Love" (feat. Major Lazer, WizKid, and Dua Lipa)」の歌詞にもリュウ・カンの名前が出ている。

## 批評
UGOが2012年に公開したランキング「Top 50 Mortal Kombat Characters」で1位となっており、2008年の「Top 100 Heroes of All Time（史上最高のヒーロー100選）」において94位にランクインした。GameSpotが2009年に行った「All Time Greatest Game Hero（最も偉大なゲームのヒーロー）」の投票では、ヨッシーに敗れた。2012 年、GamesRadarは彼をゲームにおける「最も記憶に残り、影響力があり、格好いい（"most memorable, influential, and badass"）」主人公として 51位にランク付けし、「サブ・ゼロとスコーピオンが最も注目を集めるかもしれないが（"Sub-Zero and Scorpion may get most of the fanfare"）」と付け加えている。リュウ・カンは「火の玉を放ち、ブルース・リーのように叫び、そしてドラゴンに変身するフェイタリティでアニマリティの原型を作ったキャラでもあり、リュウ・カンが人間界における選ばれたチャンピオンであることに関して何も疑問はない（"can shoot fireballs, whoops and hollers just like Bruce Lee, and pioneered the Animality with his dragon-transformation fatality--it’s no wonder that Liu Kang’s the chosen champion of Earthrealm."）」と述べた。Digital Spyは、彼をストリートファイターのリュウと比較して、モータルコンバットのキャラクターのリストで13位に挙げており、どちらも「少し面白みに欠ける（"kind of dull"）」としているが、それぞれ魅力的な技を持っていると述べている。Complexは「The Most Brutal Fighters In Mortal Kombat」と題したランキングで、リュウ・カンのヒーローらしさや特殊技、ゾンビとなっても人間界を危機から救うなどの活躍から、彼を3位にランク付けした。キタナとの関係は、2006年のIGNのビデオゲームのベストカップルのリストで4位にランクインしている。
リュウ・カンは、「MKvs.DCU」の他のキャラクターと同様、その人気からプレイアブルキャラクターとして選ばれた。 IGNのジェシー・シェディーンは、「リュウ・カンがいない作品なんて考えられない（"it just wouldn't be right having a game without [Liu Kang],"）」と述べ、このゲームに登場するDCユニバースのキャラクターと同じくらい獰猛だと評した。 2010年、GamePlayBookはリュウ・カンをモータルコンバットのベストキャラクターの第2位に選出し、「彼の身軽さと戦闘の専門知識は理想的な人選だ（"his nimbleness and fighting expertise make him an ideal pick"）」とコメントし、いかに彼が生前と同じようにゾンビとしても優秀であるかを述べている。
IGNのジェレミー・ダンハムは、『MK:DA』でのリュウ・カンの死について、彼をシリーズ最強のキャラクターとみなした上で、本シリーズには「"やり直し "の精神が必要だったから殺された」と述べた。Complexは、モータルコンバットの開発者が「リュウ・カンの首をへし折ることから始まった『MK:DA』でようやくかつてのようなノリを取り戻した（"finally found their groove again with Deadly Alliance, which began by snapping Liu Kang's neck."）」と評している。Game Informerは「私たちが死を見届けたキャラクター（"characters that died under our watch"）」についての記事の中で彼の死を取り上げ、リュウ・カンはシリーズの中で「最も愛された」キャラクターの一人であると述べ、「ショック」であるとコメントした。
「MK:D」におけるデザインの変化は、GameSpotから同タイトルの中で最高の要素の1つであると絶賛され、 2009年のGamesRadarの「最高のゾンビ（"greatest zombie triumphs" ）」のリストで紹介された。。 が、2011年にはScrewAttackの「Top 10 Mortal Kombat Kharacters」ではワースト9位にランクインした。さらに、GamesRadarは、キャラクターの魅力を台無しにする悪の人格を持った典型的なゲームのヒーローの例として、リュウ・カンを挙げており、「数え切れないほど世界を救い、さらに度々死から蘇る、少林寺版孫悟空のような存在だ」と評価した。 GamesRadarは、似ている人物としてフェイロン、鉄拳のマーシャル・ロー、ブルース・リーを取り上げた。
「MK:D」から始まった、リブート版におけるリュウ・カンのダークなキャラクター設定は好意的に受け止められており、Den of Geekで行われた『モータルコンバット』のベストキャラクターランキングでは22位にランクインしている。 Den of GeekとHardcore Gamerは、リュウ・カンが悪役として復活する可能性があることと、シリーズの初期のゲームのようにシノックと対戦することができないことから、シリーズでのリュウ・カンの役割は謎に包まれていると考えている。 「MK11」での彼とキタナの役柄について、Escapist Magazineは、リュウ・カンが神に変身し、カップルで時間の支配者になった結果、混乱を生んだと述べている。Game Revolutionは、「MK11」でのリュウ・カンのエンディングを楽しみ、ライデンとキタナのどちらと手を組むエンディングが正統な結末であるかを考えた。 GamesPCNは、ゲーム内でのリュウ・カンの成長が感動的で、ゲーマーが彼のベストエンディングを見ることを楽しみになる程、彼のキャラクターが立っていると評価した。 神となったリュウ・カンがプレイアブルキャラクターとして登場した際、Game Revolutionは「ストリートファイター」のリュウが悪に堕ちたIF設定のキャラクター「殺意の波動に目覚めたリュウ」と比較した。 DLC「Aftermath」で世代交代を目指すという物語の方向性から、神となったリュウ・カンの活躍をBoth Shack NewsもEven Thubsも楽しんでいた。 Den of Geek」は、「Mortal Kombat 11」でのリュウ・カンの、火と雷の神への変身はヒロイックなキャラクター性に合致しているとコメントしている。

### ゲームプレイとフィニッシュムーブに関する批評
リュウ・カンの有名なフィニッシュムーブであるドラゴンへの変身は、ScrewAttackによってシリーズで2番目の技としてランクインし、『MKII』における最も象徴的なフェイタリティと称された。が、初代「MK」におけるバタフライ・キックを繰り出すファタリティはScrewAttackによってシリーズのワースト2位にランク付けされた。 ドラゴンに変身するフェイタリティは、2010年のGame InformerとUGOの両方から、シリーズの最高のフェイタリティの1つとして挙げられており、2013年、コンプレックスから同様の評価を受けた。 一方、「モータルコンバットの筐体を相手に落とす」フェイタリティは、Game InformerとGameProにシリーズ中最悪と評された 。前述のフェイタリティに関して、GamesRaderには「ボスのようだ」と評されていた。
一部のゲーム誌は、彼のゲーム上の特徴や叫び声を批判する一方で、彼のエンターテイメント性を評価する者もいた。IGNのダグラス・ペリーは、「MK:SM」のプレイアブルキャラクターはクン・ラオよりもリウ・カンの方が好きだと書き、彼の「直感的なファイトスタイル（"intuitive fighting moves,"）」を理由に挙げている。また、彼の叫び声に関して、「うるさいが、妙に心地よい（"annoying" yet "strangely pleasing."）」と付け加えている GameDailyも「リュウ・カンは鶏のような叫び声を発する（"Liu Kang screams out like a chicken,"）」と、彼の声について苦言を呈している。また、GamesRadarは「代表的な技のバイシクル・キックを繰り出した時に発する奇妙な掛け声は忘れられない（"the strange squeals he emits during his trademark Bicycle Kick move are unforgettable."）」と書いている。100 Entertainers Who Changed America: An Encyclopedia of Pop CultureのMary Shearmanは、モデルとなったブルース・リー自身が攻撃の際に動物の鳴き声をイメージしたかけ声を発していたのではないかと考えている。